# سسک بیشه تالیابویی
سسک بیشه تالیابویی (نام علمی: Locustella portenta) گونه‌ای از سسکان جهان قدیم از تیرهٔ سسکان ملخی (Locustellidae) است. این گونه بومی منطقهٔ جزیره تالیابو در اندونزی است.